# Roadsaw
Roadsaw é uma banda estadunidense de stoner rock/stoner metal. O grupo tem, até o momento, uma discografia composta de sete álbuns lançados, além de singles e participações em coletâneas, com outras bandas.

## História
A banda Roadsaw formou-se em 1995, na cidade de Boston, nos Estados Unidos, com a proposta de executar músicas cuja sonoridade era uma mistura de stoner metal e doom metal . Para facilitar a parte burocrática inerente aos processos de gravação, os integrantes do grupo fundaram uma gravadora, a Smalltones Records. O primeiro registro sonoro do grupo aconteceu em 1995, mesmo ano de sua formação, com o lançamento do CD One Million Dolars, trabalho este que continha nove faixas. Em 1997, lançam o CD Nationwide, mostrando mais amadurecimento musical e mais influências de doom metal nas suas treze composições. Em 2000, algumas músicas do Roadsaw foram incluídas em uma compilação com outras bandas, trabalho este que receberia o nome de Takin’ Out The Trash. Após um hiato de quatro anos, o grupo lança, em 2001, o CD Rawk N´ Roll, também com treze músicas. O quarto lançamento do grupo somente viria a ocorrer em 2008. Com o nome de See You in Hell, o trabalho continha onze composições.
Ao longo de sua carreira, o Roadsaw chegou a excursionar com importantes nomes do stoner metal como Orange Goblin, Queens of the Stone Age, Monster Magnet, Fu Manchu, Nebula, Scissorfight, Solace, Karma to Burn, Black Label Society, entre outros, além de apresentar-se em grandes eventos de heavy metal. Após um intenso de atividades em turnê e em estúdios, a banda prepara para o início de 2011 o lançamento de mais um álbum, trabalho este que conta com a produção de Sean Slade, conhecido por trabalhar com bandas como Pixies, Radiohead e Dinosaur Jr.. Além do lançamento do novo álbum, o Roadsaw acena com a possibilidade de uma turnê pela Europa.

## Integrantes
- Craig Riggs – vocal
- Ian Ross – guitarra
- Jeremy Hemond – bateria
- Tim Catz – baixo[3]
- Dave Unger - teclado

## Discografia

### Álbuns de estúdio
- One Million Dolars – 1995 (álbum)
- Nationwide – 1997 (álbum)[4]
- Takin’ Out The Trash – 2000 (compilação)
- Rawk N´Roll – 2001 (álbum)[5]
- See You In Hell – 2008 (álbum)
- S/T - 2011
- Tinnitus the Night - 2019

### LP
- Roadsaw (2011)[6][7]

### Singles
- Fancy Pants (2005)
- American Dream (2007)

### Contribuições em compilações
- Takin’ Out The Trash (2000)
- The Boston Sherwood Tapes (2001) Split com a banda Blackrock
- Sucking the 70s (2002) Compilação com várias outras bandas
- Sucking the 70's – Back in the Saddle Again (2006) Compilação com várias outras bandas